# Czikokon
Czikokon (ros. Чикокон) – rzeka w azjatyckiej części Rosji, w Kraju Zabajkalskim, lewy dopływ rzeki Czikoj. Źródła znajdują się w Górach Czikokońskich. Długość Czikokonu wynosi 131 km; dorzecze zajmuje powierzchnię 2110 km².